# Arashi (cacciatorpediniere)
L'Arashi (嵐? lett. "Tempesta") è stato un cacciatorpediniere della Marina imperiale giapponese, tredicesima unità della classe Kagero. Fu varato nell'aprile 1940 dal cantiere navale di Maizuru.
Appartenente alla 4ª Divisione, nel corso della rapida espansione nipponica nel Sud-est asiatico rimase con il grosso della 2ª Flotta che coprì a distanza le successive operazioni anfibie nelle Filippine, in Malaysia e nelle Indie orientali olandesi. Transitò quindi con la divisione nella 1ª Flotta aerea del viceammiraglio Chūichi Nagumo e partecipò attivamente alla battaglia delle Midway (4-6 giugno 1942). Nei mesi successivi fu impegnato in missioni di scorta alle grandi unità delle flotte da battaglia e fu coinvolto brevemente nella campagna della Nuova Guinea, prima di iniziare a operare sempre più spesso in incarichi collegati alla campagna di Guadalcanal, come la battaglia delle isole Santa Cruz (25-26 ottobre). All'inizio del 1943 fece parte di alcuni viaggi del Tokyo Express, prima di tornare in Giappone e rimanervi in addestramento sino a metà anno. Tornò in prima linea a metà luglio e subito fu gettato nelle frenetiche missioni di rinforzo e rifornimento per le guarnigioni nipponiche nelle isole Salomone centrali. Fu affondato con i cacciatorpediniere Hagikaze e Kawakaze durante la brutale battaglia del Golfo di Vella (6-7 agosto), proprio mentre recava rinforzi a Kolombangara.

## Servizio operativo

### Costruzione
Il cacciatorpediniere Arashi fu ordinato nell'anno fiscale edito dal governo giapponese nel 1939. La sua chiglia fu impostata nel cantiere navale dell'arsenale di Maizuru il 4 maggio 1939 e il varo avvenne il 22 aprile 1940; fu completato il 27 gennaio 1941. La nave formò con i gemelli Hagikaze, Nowaki e Maikaze la 4ª Divisione cacciatorpediniere, posta alle dipendenze della 4ª Squadriglia della 2ª Flotta. Fu inoltre selezionato quale nave ammiraglia e, pertanto, accolse a bordo il comandante del reparto capitano di vascello Kōsaku Aruga con il relativo stato maggiore.

### 1941-1942
Passato al comando del capitano di fregata Yasumasa Watanabe, il 29 novembre 1941 l'Arashi partì con la divisione d'appartenenza e il resto della squadriglia dallo Stretto di Terashima per arrivare, il 2 dicembre, alla base di Mako nelle isole Pescadores. Qui si radunò la parte di 2ª Flotta (guidata dal viceammiraglio Nobutake Kondō) detta "Corpo principale" e che doveva costituire la copertura a distanza per le squadre d'invasione dirette verso la Malesia britannica e le Filippine. L'Arashi rimase con i gregari a fianco di questa formazione dal 4 dicembre all'11 gennaio 1942, quando tutte le navi rientrarono a Mako per rifornimento e per ripartire il 14 alla volta delle isole Palau. Raggiunte il 18, rappresentarono la base per la flotta di copertura di Kondō, questa volta incaricata di vigilare sulle operazioni nelle Indie orientali olandesi. L'Arashi e il resto della divisione continuarono a fungere da scorta anche quando il "Corpo principale" si portò alla baia Staring a Celebes, più vicina alla zona d'operazioni, e quando salpò per posizionarsi a sud dell'isola di Giava allo scopo di perfezionarne il blocco. L'Arashi e il Nowaki furono quindi messi in coppia e il 1º marzo affondarono una motonave olandese, un posamine britannico e catturarono un piroscafo olandese; il giorno successivo, aiutati dall'incrociatore pesante Maya, distrussero il cacciatorpediniere HMS Stronghold; il 3 colarono a picco una cannoniera statunitense. Infine, il 4 marzo, affiancò l'incrociatore pesante Atago nell'affondamento di una petroliera britannica e poi nella confisca di una nave da carico olandese in fuga. I cacciatorpediniere tornarono il 7 marzo alla baia Staring e, il 18, l'Arashi e il Nowaki accompagnarono l'Atago in una crociera di controllo che toccò Tarakan, Balikpapan, Makassar, Singapore e si concluse il 3 aprile a Penang. Da qui le tre unità intrapresero il viaggio di ritorno in Giappone e gettarono le ancore a Yokosuka il 18 aprile; l'Arashi e i gregari furono man mano revisionati e, intanto, la 4ª Divisione fu trasferita alla 1ª Flotta aerea del viceammiraglio Chūichi Nagumo. L'Arashi fu così coinvolto nella battaglia delle Midway ed ebbe un ruolo non da poco nello svolgimento dello scontro. Infatti, dopo i primi attacchi aerei statunitensi, Nagumo aveva optato per attaccare le portaerei nemiche invece di bombardare l'atollo una seconda volta e, quindi, aveva cambiato rotta mentre preparava i gruppi imbarcati. L'Arashi era stato lasciato indietro perché impegnato a tenere a bada il sommergibile USS Nautilus: dopo alcuni lanci di bombe il capitano Watanabe ritenne di aver quantomeno danneggiato il battello e si lanciò a tutta velocità verso nord-est per rimontare la flotta. A sua insaputa, egli fu individuato e seguito da una quarantina di bombardieri in picchiata della USS Enterprise che, così, localizzarono con precisione le ignare portaerei giapponesi e poterono devastarne tre. Per tutto il resto del 4 giugno l'Arashi prestò assistenza alla Akagi in fiamme e con il Nowaki ne recuperò l'equipaggio – il cacciatorpediniere prese a bordo 500 uomini. Alla fine, comunque, ogni speranza di salvare la portaerei sfumò e l'Arashi ebbe ordine di affondarla con i siluri, disposizione eseguita verso le 04:00 del 5 giugno assieme ai gregari.
Subito dopo il ripiegamento generale della Marina imperiale, l'Arashi e il resto della 4ª Divisione assunsero la difesa della portaerei Zuiho diretta a Ominato e quindi nelle acque delle isole Aleutine; vi si concentrò la Flotta combinata per parare eventuali mosse statunitensi contro Attu e Kiska, appena occupate, ma senza imbattersi nella United States Navy. Il 12 luglio le navi tornarono in porto e, due giorni più tardi, i cacciatorpediniere della 4ª Divisione furono trasferiti alla 10ª Squadriglia, a sua volta assegnata alla 3ª Flotta: era l'erede della disarticolata 1ª Flotta aerea, sempre al comando del viceammiraglio Nagumo. Il 30 dello stesso mese, con il solo Hagikaze, salpò da Saeki in difesa di due navi da trasporto che prelevarono da Saipan il distaccamento Ichiki e, poi, navigarono sino alla base di Truk (12 agosto). Tra il 16 e il 18 agosto l'Arashi e l'Hagikaze portarono alla contesa isola di Guadalcanal alcune truppe ma il secondo fu danneggiato, sì che l'Arashi lo scortò da vicino nel penoso rientro a Truk, dove lo lasciò. Si portò alla piazzaforte di Rabaul il 27 e, a cavallo tra agosto e settembre, prese parte alla battaglia della baia di Milne in veste di trasporto veloce per recare rinforzi alle truppe giapponesi in difficoltà. Tra il 5 e l'8, al contrario, coprì l'evacuazione via mare del contingente nipponico e collaborò con l'incrociatore leggero Tatsuta nell'affondamento di una nave britannica nella baia. Tornò a Rabaul e a metà settembre scortò un mercantile alle isole Shortland, base avanzata giapponese per le operazioni a Guadalcanal: verso questa meta, infatti, completò un trasporto truppe il 15; tre giorni dopo si pose alla testa di un'altra missione del Tokyo Express, che dovette essere annullata per la presenza di navi nemiche al largo delle coste prescelte per lo sbarco. A fine settembre fu richiamato a Truk e per circa un mese partecipò alle uscite esplorative della Flotta Combinata, che di solito incrociava a nord delle isole Salomone; la sortita di fine ottobre sfociò nella battaglia delle isole Santa Cruz, durante la quale l'Arashi e i suoi gregari rimasero vicino alle portaerei: l'ammiraglia Shokaku fu comunque colpita e fu l'Arashi a prelevare Nagumo e lo stato maggiore per trasferirli sulla Zuikaku. Fu quindi incaricato di accompagnare la portaerei danneggiata da Truk a Kure, raggiunta il 6 novembre, dove lo Arashi fu revisionato; cambiò anche comandante nella persona del capitano di fregata Koshiki Sugioka il 15. Riprese il mare il 23 novembre in difesa della nave d'assalto anfibio/trasporto per aerei Akitsu Maru, che fece tappa a Truk prima di fermarsi a Rabaul. L'Arashi proseguì per le Shortland, arrivando il 1º dicembre, e il 3, 7 e 11 del mese partecipò ad altrettanti viaggi del Tokyo Express: il secondo fallì per l'attacco di alcune motosiluranti che, oltretutto, danneggiarono il Nowaki al punto che dovette essere rimorchiato via. La notte dell'11 fu invece il Teruzuki a incassare un siluro che ne provocò la perdita, sebbene l'Arashi riuscisse a salvare 126 naufraghi. Tornò alle Shortland e il 13 partì per vigilare sul Maikaze, che aveva al traino il Nowaki, arrivando cinque giorni più tardi a Truk.

### 1943 e l'affondamento
Il 7 gennaio 1943 l'Arashi si trovava nuovamente alle isole Shortland. Il 10 partecipò a una missione di rifornimento a Guadalcanal, durante la quale l'Hatsukaze rimase danneggiato; l'Arashi lo scortò all'arcipelago nelle ore successive e il 14 tornò nelle acque dell'isola contesa in funzione di sentinella. Il rifornimento riuscì ma i giapponesi furono attaccati da aerei statunitensi al ritorno e l'Arashi fu mancato di misura da bombe, le cui esplosioni resero momentaneamente inutilizzabile il timone, danno che l'obbligò ad andare a Truk per le riparazioni. Il 31 era pronto a tornare in mare con il grosso della flotta da battaglia che si posizionò a nord delle isole Salomone, in modo tale da attirare l'attenzione dei comandi statunitensi su di sé e facilitare lo sgombero di Guadalcanal, concluso con successo il 7 febbraio. Il 15 l'Arashi, l'Onami e lo Shigure salparono da Truk con le navi da battaglia veloci Kongo, Haruna, l'incrociatore pesante Chokai e la nave appoggio idrovolanti Nisshin alla volta di Yokosuka, raggiunta il 20. L'Arashi poté così essere riparato convenientemente e, quello stesso giorno, il capitano di vascello Aruga cedette il comando della 4ª Divisione al pari grado Kaju Sugiura. L'unità rimase poi fino alla fine di giugno nel Mare interno di Seto in addestramento e, in particolare, quale picchetto per recuperare eventuali aerei della Shokaku che cadevano in acqua per errori di appontaggio/decollo. La lunga permanenza nelle acque metropolitane consentì anche di potenziare la contraerea, rimpiazzando gli impianti binati di cannoni Type 96 da 25 mm ai lati del fumaiolo posteriore con due installazioni triple; una coppia di Type 96 fu invece aggiunta davanti alla torre di comando, su una piattaforma appositamente eretta. Sembra infine assai plausibile che l'Arashi fu dotato di un radar Type 22 per bersagli navali, piazzato su una piccola piattaforma all'albero tripode prodiero, opportunamente rinforzato. Alla base dell'albero stesso fu costruita una piccola camera per gli operatori.
Il 10 luglio lasciò il Giappone alla volta di Truk con una parte della Flotta Combinata, da dove ripartì il 19 luglio con l'Hagikaze e l'Isokaze per scortare fino a Rabaul gli incrociatori Mogami, Oyodo, Agano e la Nisshin. Quest'ultima in particolare fu caricata di uomini, artiglieria, mezzi e rifornimenti vari da consegnare alla base di Buin a Bougainville; salpò il 21 luglio, seguita dai tre cacciatorpediniere. La piccola formazione fu però quasi subito localizzata tramite la decrittazione dei messaggi radio e, il giorno successivo, pesanti attacchi aerei colarono a picco la Nisshin a ovest di Buin con gravi perdite umane; l'Arashi coordinò le operazioni di salvataggio prima di ripiegare con i gregari a Rabaul. Da qui condusse un riuscito trasporto di truppe alla baia di Rekata, a Santa Isabel, il 27 luglio. Il pomeriggio del 1º agosto si pose alla testa di un'altra missione dello stesso tipo diretta a Kolombangara, sulla cui costa meridionale era situata la base di Vila: l'Arashi, lo Shigure e l'Hagikaze vi scaricarono nottetempo 900 soldati e 120 tonnellate di munizioni e vettovaglie, protetti dall'Amagiri che, in testa, li ricondusse verso Rabaul. Durante il ritorno quest'ultimo urtò e affondò la motosilurante PT-109, ma riportò alcune avarie che resero necessario rimpiazzarlo con il Kawakaze. Il pomeriggio del 6 agosto fu perciò l'Arashi a capeggiare un'ennesima crociera con gli altri tre cacciatorpediniere per recare a Vila altre truppe. Il capitano Sugiura, sull'Arashi, prese la rotta già seguita in altre occasioni per approcciare da ovest la base, arrivando dal Golfo di Vella. Nelle ore notturne, però, i quattro cacciatorpediniere furono sorpresi in questo specchio di mare (7°50′S 156°55′E) da due divisioni di omologhi statunitensi che, separatisi in due colonne e facendo uso del radar, investirono con un fuoco incrociato la colonna nipponica. Poco prima della mezzanotte l'Arashi fu sventrato da tre siluri, le macchine furono distrutte e si fermò immediatamente, preda di un grosso incendio. Anche il Kawakaze e l'Hagikaze furono centrati e solo lo Shigure, in coda, riuscì a salvarsi e ripiegare; l'Arashi fu finito a cannonate e affondò alle 00:17. I naufraghi nuotarono sino alla non lontana Kolombangara e il presidio giapponese inviò in seguito delle imbarcazioni, traendo in salvo solo 310 marinai complessivamente. Tra essi non figurava il capitano Sugioka.
Il 15 ottobre 1943 l'Arashi fu rimosso dalla lista del naviglio in servizio.